# Henčlov
Henčlov (německy Hentschelsdorf) je vesnice, část statutárního města Přerova. Nachází se asi 5 km na jihozápad od Přerova a 4 km od Troubek. Prochází zde silnice II/434. V roce 2009 zde bylo evidováno 192 adres. V roce 2001 zde trvale žilo 561 obyvatel.
Přerov VIII-Henčlov leží v katastrálním území Henčlov o rozloze 3,73 km2.

## Historie
Obec byla založena roku 1786 na pozemcích rokytnického panství, které přešlo do správy náboženského studijního fondu po zrušení jezuitského řádu v Rakousku roku 1773. Obec byla pojmenována po guberniálním radovi Christianu svobodném pánu Hentschlovi, jenž byl zapojen do jednání o založení obce. Novou obec kolonizovalo 20 rodin, převážně rolníky, z Bochoře, Brodku, Přerova, Rokytnice a Troubek.

## Osada Výmyslov
Jihovýchodně od obce leží osada Výmyslov čítající několik domů s přibližně 120 obyvateli (2011) a skupinou užitkových budov. Osada byla do roku 1964 součástí katastru Troubek, ale kvůli nedořešenému posunu katastrální hranice byla fakticky součástí Troubek do roku 2011. V místě osady stál přerovský panský dvůr, poprvé zmiňovaný roku 1686. Na prvním vojenském mapování je označen německy Wimislo Hoff a později také jako Kaiserhof (Císařský dvůr). Z tohoto dvoru dnes stojí domy č.p. 20 až 20b. Od začátku 20. století, kdy byl rozprodán přerovský velkostatek, dvůr měnil majitele a 1. října 1949 připadl i se zemědělskou půdou kolem nedalekého letiště Vojenským lesům a statkům Lipník. Organizace zde do roku 1993 hospodařila a opuštěné zemědělské budovy byly roku 2018 zbourány a sanovány.